# Jeune Europe
Europa Joven (en francés: Jeune Europe, JE) fue un movimiento internacional nacionalista-europeo activo desde 1962 hasta 1969, fundado por el belga Jean Thiriart. Es el precursor del nacionalismo revolucionario europeo contemporáneo, en el sentido de que es uno de los primeros movimientos en considerar el hecho nacional a escala continental. El movimiento considera que los Estados-nación europeos pertenecían a una época pasada y debían ser trascendidos a una nación europea de tipo unitario: la Nación Europa. Publica las revistas Jeune Europe y La Nation Européenne. 
Fue el principal grupo de extrema derecha europeo de los años sesenta. Creado por el belga Jean Thiriart en 1960, su renovación de las formas y consignas inspiró indudablemente al Círculo Español de Amigos de Europa (CEDADE), con el que mantuvo buenas relaciones y estrecha colaboración. 
Jeune Europe existió en numerosos países de Europa, era vista por sus militantes como superación paneuropeísta del fascismo y del
comunismo marxista. 
Se disolvió en 1969 tras presiones político-policiales. Muchos de sus antiguos militantes italianos ingresaron en las Brigadas Rojas.[cita requerida]
Se considera a Jeune Europe como primera asociación puramente neonazi y pseudorrevolucionaria.
Según el académico Xavier Casals, Thiriart propugnó un «paneuropeísmo fascista».